# Маргарита — королева Севера
«Маргарита — королева Севера» (дат. Margrete den Første) — датский исторический фильм 2021 года, рассказывающий о королеве Дании, Швеции и Норвегии Маргрете I. Главные роли в нём сыграли Трине Дюрхольм, Мортен Хи Андерсен, Якоб Офтебро.

## Сюжет
Действие фильма происходит в 1402 году. Королева Дании, Норвегии и Швеции Маргрете I готовится заключить союз с Англией, но в решающий момент всё оказывается под угрозой: какой-то человек объявляет, что он — единственный сын королевы Олаф IV, которого считают мёртвым уже 16 лет.

## В ролях
- Трине Дюрхольм — Маргрете I
- Мортен Хи Андерсен — Эрик Померанский
- Сёрен Маллинг — Педер
- Томас В. Габриэльссон — Дженс Ду
- Якоб Офтебро — человек из Грауденца
- Бьёрн Флоберг — Асле Йонссон
- Магнус Креппер — Йохан Спарре
- Агнес Вестерлунд Разе — Астрид
- Саймон Дж. Бергер — Якоб Нильссон
- Лайнус Нилссон — Роар
- Пол Блэкторн — Уильям Буршье

## Восприятие
Фильм был доброжелательно встречен критиками. Киножурнал Ekko оценил его на пять звёзд из шести, назвав «впечатляющим достижением в истории датского кино». По версии Berlingske Tidende это «лучшая картина об истории Дании за последние десятилетия» с превосходной актёрской игрой. Обозреватель Dagbladet Information назвал фильм «заслуживающим доверия», «визуально и эмоционально завершённым». У Jyllands-Posten «Маргрете» получила пять звёзд из шести, особой похвалы удостоилась игра Трине Дюрхольм.